# Солтыс, Ион Сидорович
Иван Сидорович Солтыс (рум. Ion Soltîs; 5 сентября 1923 — 11 февраля 1945) — Герой Советского Союза, пулемётчик 548-го стрелкового полка (116-я стрелковая дивизия, 52-я армия, 1-й Украинский фронт), красноармеец.

## Биография
Родился 5 сентября 1923 года в селе Кузьмин ныне Каменского района в семье пастуха. Украинец.
Окончил начальную школу. Работал в колхозе.
Когда началась война, и в село вошли немцы, ушёл воевать в партизанский отряд. Познакомился на строительстве дороги Кузьмин—Каменка с секретарём Каменской подпольной организации. После этого начал распространять листовки в сёлах Кузьмин, Окница, Грушка с вестями с фронта. 18 марта 1944 года авангардные части Красной Армии и партизанский отряд под командованием Якова Афанасьевича Мухина освободили село Кузьмин.
В апреле 1944 года Ион вместе с двоюродными братьями Максимом и Емельяном был призван в армию. В начале мая 1944 года после обучения в запасном полку 2-го Украинского фронта с маршевой ротой был направлен на фронт. Боевое крещение Солтыс получил при форсировании реки Днестр в районе Рыбница-Резина. Они освободили от немцев родное село. В первом же бою был ранен и попал в госпиталь в село Чешуены Резинского района. После лечения, продолжавшегося два месяца, направлен в 548-й стрелковый полк.
Красноармеец Солтыс в бою 11 февраля 1945 года при прорыве обороны противника у населённого пункта Луизенталь на реке Бобер (ныне в черте города Тшебень Малы, Польша) одним из первых преодолел реку и огнём прикрывал форсирование реки ротой. В бою за Луизенталь гранатами подавил пулемётный расчёт противника. Однако другой пулемёт, укрытый в дзоте, продолжал вести огонь. Солтыс, уже будучи раненым, собрал последние силы и закрыл амбразуру своим телом. Ценою жизни способствовал выполнению боевой задачи подразделением. Похоронен на месте боев.

## Награды и звания
- Орден Ленина.
- Звание Героя Советского Союза Иону Сидоровичу Солтысу присвоено посмертно 10 апреля 1945 года за повторение подвига Александра Матросова. Похоронен на месте боёв.

## Память
- Памятник Герою установлен в родном селе 26 января 1965 года на средства школьников всей Молдавии (по 5 копеек); в школе, где он учился, создан музей Боевой славы.
- Иван Солтыс — один из прототипов памятника Героям-комсомольцам в Кишинёве. Авторы — скульптор Л. Дубиновский, архитектор Ф. Наумов.
- В доме, где он родился, был открыт ещё при жизни родителей музей в 1958 году. В августе 1979 года, после смерти родителей, был передан под юрисдикцию Управления культуры Каменского района.
- Жизни и подвигу Героя посвящена Поэма молдавского писателя Петра Дудника «Ион Солтыс», очерк молдавского автора П. Кутковецкого «Ион Солтыс», поэма В. Марфина «Солнечные облака».
- Имя Солтыса носят улицы в Минске, Бельцах, Тирасполе, Кишинёве (переименована), Рыбнице, Каменке, Новых Аненах и родном селе.
- Имя Героя носили бригады тираспольской швейной фабрики 40 лет ВЛКСМ, завода имени В. И. Ленина города Бельцы, Каменский совхоз-лицей-колледж, совхоз в родном селе.
- Мемориальная доска на здании школы-детсада села Кузьмин Каменского района)[1].
- В Черноморском Морском Пароходстве (Одесса) в 1976—1998 г.г. (во фрахте до 2002 г.) работал балкер «Ион Солтыс» ,IMO 7642510 , николаевской постройки ССЗ «Океан».
- 6 мая 2021 года в честь И. С. Солтыса в Минске был открыт памятник в сквере на пересечении ул. Ваупшасова и ул. Солтыса (Партизанский район).